# Charrais
Ne doit pas être confondu avec Charraix.
Charrais est une ancienne commune du Centre-Ouest de la France, située dans le département de la Vienne  en région Nouvelle-Aquitaine.
Ses habitants sont appelés les  Charraisiens.
Depuis le 1er janvier 2017, elle fait partie de la commune nouvelle de Saint-Martin-la-Pallu.

## Géographie

### Climat
Le  climat est océanique avec des étés tempérés.

## Urbanisation et habitat
La commune de Charrais est divisée en deux villages et un hameau : Charrais, Étables et Charrajou.

### Charrais
Le bourg de Charrais accueille l'église et le cimetière.

### Étables
C'est dans le village d’Étable que sont situées la mairie et l'école .

### Charrajou
Situé entre Charrais et Étables, Charrajou est un hameau.

## Toponymie
Le nom du village proviendrait de l’anthroponyme gaulois Carassius avec le suffixe latin de propriété  -acum devenu -ec puis -ais et signifiant  domaine de .

## Histoire
Site d'une villa gallo-romaine rattachée au fundus de la Tour-Mirandes, Charrais est un fief situé dans la viguerie de Sauves, comme l'attestent des documents écrits des IXe et Xe siècles. En 942, le bourg de Charrais est cédé, parmi d'autres possessions, au chapitre de Saint-Hilaire de Poitiers. À partir du XVe siècle, la paroisse est l'une de celles qui marquent la frontière entre le Poitou et l'Anjou. La commune actuelle de Charrais est composée de quatre anciens villages : Milly Charrajou, Étables et Charrais.
La Tour de Charrais est le siège d'une seigneurie importante jusqu'au XIVe ou XVe siècle. Elle décline ensuite, probablement en raison de la ruine de ses propriétaires. Elle entre dans la dépendance du chapitre de Saint-Hilaire et de son trésorier, qui porte le titre de baron d'Étables. L'insécurité qui règne dans le Poitou au cours de la guerre de Cent Ans pousse le seigneur d'Étables à construire une forteresse afin de procurer un abri à ses sujets. La baronnie d'Étables prospère, et elle prend dans sa mouvance les seigneuries du Chesne et du Lac. Différentes sources écrites mentionnent l'existence d'un moulin à vent, associé à un moulin à eau. au lieu-dit Moulin-Girault.
Le début de l'époque moderne est caractérisé par l'expansion du vignoble. Une foire est créée à Milly. tenue annuellement le 10 août. Les guerres de Religion constituent une période d'insécurité. Elles sont marquées à Charrais par la mort en 1591 au cours d'un engagement, d'Henri de Chateigner, seigneur poitevin au service d'Henri IV. Le premier registre paroissial est tenu à partir des années 1670 par l'abbé Bernezais. Celui-ci dresse également un dénombrement des feux de la paroisse en 1678. Il recense 41 feux à Charrais, 64 à Étables, 16 à Charrajou et quelque 300 habitants à Milly.
À la fin de l'époque moderne, la seigneurie d'Étables décline, concurrencée par celle de Neuville. Les habitants de la paroisse vivent alors de la vigne et des céréales. L'élevage, limité à l'élevage ovin, est quant à lui peu développé. Le recensement de 1866 fait état d'une population forte de 792 habitants, dont six résident à Milly. Étables constitue alors le principal noyau de peuplement.

## Politique et administration

### Liste des maires
| Période      | Période  | Identité       | Étiquette | Qualité |
| ------------ | -------- | -------------- | --------- | ------- |
| janvier 2017 | En cours | Éric Parthenay |           |         |

| Période   | Période       | Identité       | Étiquette | Qualité |
| --------- | ------------- | -------------- | --------- | ------- |
| mars 2001 | décembre 2016 | Éric Parthenay |           |         |

### Instances judiciaires et administratives
La commune relève du tribunal d'instance de Poitiers, du tribunal de grande instance de Poitiers, de la cour d'appel  Poitiers, du tribunal pour enfants de Poitiers, du conseil de prud'hommes de Poitiers, du tribunal de commerce de Poitiers, du tribunal administratif de Poitiers et de la cour administrative d'appel  de  Bordeaux, du tribunal des pensions de Poitiers, du tribunal des affaires de la Sécurité sociale de la Vienne, de la cour d’assises de la Vienne

## Démographie
L'évolution du nombre d'habitants est connue à travers les recensements de la population effectués dans la commune depuis 1793. À partir du 1er janvier 2009, les populations légales des communes sont publiées annuellement dans le cadre d'un recensement qui repose désormais sur une collecte d'information annuelle, concernant successivement tous les territoires communaux au cours d'une période de cinq ans. 
Pour les communes de moins de 10 000 habitants, une enquête de recensement portant sur toute la population est réalisée tous les cinq ans, les populations légales des années intermédiaires étant quant à elles estimées par interpolation ou extrapolation. Pour la commune, le premier recensement exhaustif entrant dans le cadre du nouveau dispositif a été réalisé en 2004,.
En 2014, la commune comptait 1 060 habitants, en évolution de +8,38 % par rapport à 2009 (Vienne : +1,68 %, France hors Mayotte : +2,49 %).
| 1793 | 1800 | 1806 | 1821 | 1831 | 1836 | 1841 | 1846 | 1851 |
| ---- | ---- | ---- | ---- | ---- | ---- | ---- | ---- | ---- |
| 669  | 800  | 801  | 606  | 813  | 704  | 702  | 694  | 711  |

| 1856 | 1861 | 1866 | 1872 | 1876 | 1881 | 1886 | 1891 | 1896 |
| ---- | ---- | ---- | ---- | ---- | ---- | ---- | ---- | ---- |
| 729  | 765  | 792  | 813  | 793  | 786  | 838  | 765  | 705  |

| 1901 | 1906 | 1911 | 1921 | 1926 | 1931 | 1936 | 1946 | 1954 |
| ---- | ---- | ---- | ---- | ---- | ---- | ---- | ---- | ---- |
| 715  | 707  | 666  | 636  | 621  | 582  | 570  | 578  | 508  |

| 1962 | 1968 | 1975 | 1982 | 1990 | 1999 | 2004 | 2009 | 2014  |
| ---- | ---- | ---- | ---- | ---- | ---- | ---- | ---- | ----- |
| 471  | 450  | 463  | 557  | 621  | 674  | 763  | 978  | 1 060 |

En 2008, la densité de population de la commune était de 62 hab./km2, 61 hab./km2 pour le département, 68 hab./km2 pour la région Poitou-Charentes et 115 hab./km2 pour la France.

## Économie
Selon la direction Régionale de l'Alimentation, de l'Agriculture et de la Forêt de Poitou-Charentes, il n'y a plus que neuf exploitations agricoles en 2010 contre 23 en 2000. 
Les surfaces agricoles utilisées ont diminué et sont passées de 669 hectares en 2000 à 526 hectares en 2010. 51 % sont destinées à la culture des céréales (blé tendre essentiellement ) et 37 % pour les oléagineux (colza et tournesol).
L'élevage de volailles a disparu en 2010 (131 têtes sur 14 fermes en 2000).

## Culture locale et patrimoine

### Lieux et monuments
- Église Saint-Martin (situé dans le village de Charrais), portail roman et un tabernacle du XVIIIe siècle de style baroque. Son portail est inscrit comme Monument Historique depuis 1935[9].

- Mairie (située dans le village d'Étables), Maison du XVIIe siècle avec un pigeonnier.

- Château d’Étables est inscrit comme Monument Historique depuis 1969 pour son escalier, son élévation, sa toiture et sa sculpture.

- Château de la Guiberderie (situé dans le bourg de Charrais).

- Les plaines du Mirebalais et du Neuvillois sont classées comme zones naturelles d'intérêt écologique, faunistique et floristique (ZNIEFF) [10]